# On a Clear Night
On a Clear Night är det andra studioalbumet av australiska sångerskan Missy Higgins. Albumet släpptes den 28 april 2007. Den första singeln var "Steer".

## Låtlista
1. "Where I Stood" - 4:16
2. "100 Round the Bends" - 2:58
3. "Steer" - 3:53
4. "Sugarcane" - 3:16
5. "Secret" - 4:06
6. "Warm Whispers" - 3:12
7. "The Wrong Girl" - 3:31
8. "Angela" - 3:02
9. "Peachy" - 2:39
10. "Going North" - 2:48
11. "Forgive Me" - 4:04